# Audio-Visions
Audio-Visions es el séptimo álbum de estudio de la banda estadounidense de rock progresivo Kansas y fue publicado en 1980 por Kirshner Records.  Este álbum fue relanzado en formato de disco compacto en 1996 por Legacy Recordings. Epic Records lanzó una versión remasterizada de Audio-Visions como parte de la colección de once discos Classic Albums Collection 1974-1983 en 2011.  En el mismo año, fue republicado en Japón por la discográfica Sony Music International Inc.
Este álbum fue el último en alinear a los miembros originales (Walsh, Livgren, Steinhardt, Williams, Hope y Ehart) hasta el disco Somewhere to Elsewhere del 2000.
Audio-Visions fue grabado y mezclado en los Estudios Axis a finales de 1979 y principios de 1980 y masterizado en Sterling Sound.
Kerry Livgren se había convertido al cristianismo y ello influyó en la grabación de este álbum, primeramente en el tema «Hold On» (la mayoría de sus seguidores creían que esta canción hablaba del amor entre un hombre y una mujer, sin embargo, esta trata de la relación de un hombre y Dios).  Esta canción se ubicó en el 40.º lugar del Billboard Hot 100 en 1980.  «Got to Rock On» fue publicado como el segundo sencillo de este disco y también consiguió entrar en el Hot 100 de Billboard en la 76.º posición.
Audio-Visions alcanzó la posición 26.º del Billboard 200 en 1980, convirtiéndose en el cuarto álbum consecutivo de la banda que llegó a las primeras 40 posiciones de esta lista.
Este disco también entró en las listas de los 100 mejores álbumes de la Revista RPM de Canadá, llegando en el lugar 96.º el 22 de noviembre de 1980.
La canción «No One Together» fue planeada originalmente para ser incluida en su álbum antecesor Monolith, pero fue rechazada del álbum debido al argumento que sostuvieron Steve Walsh y Kerry Livgren de cual tema sería enlistado a Monolith: al último se eligió a «How My Soul Cries Out for You» de Walsh en lugar de «No One Together» de Livgren.
Audio-Visions fue certificado en Estados Unidos disco de oro por la Asociación de la Industria Discográfica de Estados Unidos (RIAA por sus siglas en inglés) por más de 500 000 de copias vendidas.

## Recepción de la crítica
David Fricke, de la revista Rolling Stone dio una crítica negativa a Audio-Visions, mencionando que «Audio-Visions es un producto musicalmente muy alterado y con una falta de sentido en su lírica, causa de una soberbia fuera de control».  Además se refiere a Kerry Livgren como ‹Kerry Liver› y sentencia que «si Audio-Visions representa el actual estado mental de Kansas, es hora de reubicarse».

## Lista de canciones

### Lado A
| Side one |                    |               |               |          |  |
| N.º      | Título             | Escritor(es)  | Voz principal | Duración |  |
| 1.       | «Relentless»       | Kerry Livgren | Steve Walsh   | 4:58     |  |
| 2.       | «Anything for You» | Steve Walsh   | Steve Walsh   | 3:59     |  |
| 3.       | «Hold On»          | Kerry Livgren | Steve Walsh   | 3:53     |  |
| 4.       | «Loner»            | Steve Walsh   | Steve Walsh   | 2:31     |  |
| 5.       | «Curtain of Iron»  | Kerry Livgren | Steve Walsh   | 6:12     |  |

### Lado B
| Side two |                          |                                                          |               |          |  |
| N.º      | Título                   | Escritor(es)                                             | Voz principal | Duración |  |
| 6.       | «Got to Rock On»         | Steve Walsh                                              | Steve Walsh   | 3:21     |  |
| 7.       | «Don't Open Your Eyes»   | Walsh / Livgren / Rich Williams / Dave Hope / Phil Ehart | Steve Walsh   | 4:06     |  |
| 8.       | «No One Together»        | Kerry Livgren                                            | Steve Walsh   | 6:58     |  |
| 9.       | «No Room for a Stranger» | Walsh / Williams                                         | Steve Walsh   | 3:00     |  |
| 10.      | «Back Door»              | Steve Walsh                                              | Steve Walsh   | 4:24     |  |

## Créditos

### Kansas
- Steve Walsh — voz principal, teclados, percusiones y vibráfono
- Kerry Livgren — guitarra, teclados, percusiones y coros
- Robby Steinhardt — violín, viola y coros
- Rich Williams — guitarra y coros
- Dave Hope — bajo y coros
- Phil Ehart — batería y coros

### Músicos invitados
- Four Bassmen — coros
- Terry Ehart — coros
- Joey Jelf — coros
- Victoria Livgren — coros
- Anne Steinhardt — violín, viola y coros
- Lisa White — coros
- Donna Williams — coros

### Equipo de producción
- Kansas — productor y concepto artístico del álbum
- Brad Aaron — productor e ingeniero de sonido
- Davey Moiré — productor e ingeniero de sonido
- Bob Irwin — productor (en la reedición)
- Greg Webster — ingeniero de sonido
- George Marino — masterización
- Vic Anesini — remasterización digital (en la reedición)
- Tom Drennon — director de arte
- Peter Lloyd — trabajo artístico
- Exley — fotografía

## Certificaciones
| País           | Asociación | Certificación | Copias vendidas |
| -------------- | ---------- | ------------- | --------------- |
| Estados Unidos | RIAA       | Oro           | + 500 000       |

## Listas

### Álbum
| Año  | País           | Lista         | Posición máxima |
| ---- | -------------- | ------------- | --------------- |
| 1980 | Canadá         | Revista RPM   | 96.º            |
| 1980 | Estados Unidos | Billboard 200 | 26.º            |

### Sencillos
| Año  | País           | Lista             | Sencillo         | Posición máxima |
| ---- | -------------- | ----------------- | ---------------- | --------------- |
| 1980 | Estados Unidos | Billboard Hot 100 | «Hold On»        | 40.º            |
| 1981 | Estados Unidos | Billboard Hot 100 | «Got to Rock On» | 76.º            |